# جوزيف لوي لاغرانج
جوزيف لويس كونت دي لاغرانج (بالفرنسية: Joseph-Louis Lagrange)‏ (بالإيطالية: Giuseppe Luigi Lagrangia)‏ هو عالم رياضيات إيطالي وعالم فيزياء وعالم فلك، حصل على الجنسية الفرنسية، في العقود الأخيرة من حياته. ولد في 25 يناير عام 1736 في مدينة تورينو بإيطاليا. توفي في 10 أبريل عام 1813. له مساهمات مهمة في التحليل ونظرية الأعداد والميكانيكا الكلاسيكية وميكانيكا الأجرام السماوية.

## مساهمته العلمية
لم يترك لاغرانج أي مجال تقريبا من الرياضيات إلا وأسهم فيه إسهاما كبيرا. ولقد أوحت أعماله لكثير من الرياضيين البارزين في أن يكملوها منهم لابلاس وجون باتيست جوزيف فورييه وغاسبار مونج وأدريان ماري ليجاندر وأوغستين لوي كوشي. فوضع لابلاس الخطوط العريضة في التصميم الذي غدا رياضيات حديثة تاركا التفاصيل ليملأها معاصروه أو من يأتي بعده. مثل نيوتن الذي وضع أساس الفيزياء التقليدية بقوانينه الثلاثة في الحركة وبنظريته في الثقالة مقدما بذلك اللبنة الأولي ليبني بها لاحقا صرحا عقليا عظيما. وكان لاغرانج أحد هؤلاء الذين وجدوا في التصورات الرياضية الرائعة التي صاغها نيوتن مصدر وحيهم الأكبر.
لفت لاغرانج انتباه الرياضيين الأوربيين في بادئ الأمر حين حل ما سمي «مسألة المحيطات المتساوية» التي حيرت الرياضيين ما يقرب من نصف قرن ، فأرسل حلها إلى السويسري ليونهارت أويلر الذي كان في ذلك الوقت أشهر رياضي في أوروبا. وكان قد وصل إلى نفس النتيجة ولكنه تخلى عن كامل حق الاكتشاف للاغرانج. وكان قد ابتكر لحل هذه المسألة نوعا من الحساب يسمى «حساب المتغيرات» الذي أصبح تطويره مركز اهتمام لاغرانج وكان ذا أهمية حاسمة بالنسبة إلى مفهوم الاقتصاد في الطبيعة (مبدأ الفعل الأصغري) حتى لقد أثر مبدأ الأصغريات هذا في عمل ويليام روان هاملتون، وجيمس كلارك ماكسويل، وألبرت أينشتاين، وما زال ذا صلة كبيرة بكل مجالات الفيزياء الحديثة.
وفي عام 1764 تلقي من أكاديمية علوم باريس جائزة على مقالته «عن تمايل القمر، أي الاهتزاز الظاهري الذي يسبب تغيرات طفيفة في وضع ملامح القمر على الوجه الذي يقابل به الأرض» إذ أن ابتكار لاغرانج للمعادلة التي تحمل اسمه ساعد على حل هذه المسألة. ثم تلقى بعد عامين جائزة أخرى من الأكاديمية على مقالاته الواضحة المبررة بدون خطأ في الرياضيات.

## سيرته الذاتية
ولد هذا العالم الرياضي الفرنسي الإيطالي   في مدينة تورينو بإيطاليا، من أسرة ثرية ذات أصول إيطالية نبيلة. وكان والده أمين الخزينة عند ملك سردينية، ولكن الأسرة سرعان ما فقدت ثروتها بعد أن استثمرتها بالمضاربة. فانكب جوزيف معتمدا على موارده الخاصة على دروسه ولا سيما على الشعراء الكلاسيكيين اليونانيين والرومانيين من أمثال هوميروس وفيرجيل. ولم يكتشف أن ميله الحقيقي يتجه نحو الرياضيات إلا بعد أن قرأ مصادفة إحدى مذكرات إدموند هالي، فأخذ يقرأ كل بحث رياضي استطاع الوصول إليه. ولم يمض وقت طويل حتى أتقن الرياضيات وأصبح معلما للرياضيات في مدرسة المدفعية الملكية في تورينو، وكان عمره في ذلك الوقت هو 19 عاما فقط. وقد بلغ تحكمه في موضوعه من الاكتمال حدا استرعى انتباه أكثر الأساتذة القدماء تشككا، على الرغم من طريقته الحديثة غير المؤثرة. ولكن كسب بشخصيته غير المتعالية وبحماسه للرياضيات احترام زملائه وأصبحت هذه المجموعة من العلماء الأعضاء الأوائل في أكاديمية علوم تورينو  التي يرجع الفضل الأكبر في تأسيسها إلى لاغرانج.

### حياته في باريس
بعد وفاة فريدريك الأكبر غادر لاغرانج بروسية تلبية لدعوة ملك فرنسا لويس السادس عشر بأن يأتي إلى باريس. وعلى الرغم من أنه أعطي هناك شقة للسكن وعددا من المكافآت، فقد ظلت سنتاه الأوليان في فرنسا كجدبتين لأن ولعه بالرياضيات فارقه هناك ظاهريا حال وصوله، فكان يبدو لأصدقائه شاردا غير مبال. فمن الجائز أن تكون السنوات العديدة من الجهود المستمرة في الرياضيات قد أرهقت عقله. وهكذا إلتفت لاغرانج إلى موضوعات أخرى تتضمن الميتافيزيقيا والفلسفة والكيمياء. كما أنه لم يبد اهتماما كبيرا حين نشر كتابه «الميكانيكا التحليلية» في عام 1788 حتى أنه لم يفتح نسخة الطبعة الأولى إلا بعد عامين.
لم يترك اندلاع الثورة في فرنسا أثرا مباشرا في لاغرانج، فبالرغم من أن الكثير من أصدقائه هجروا البلاد وظل هو يعامل معاملة حسنة من الحكومة في تلك الفترة المضطربة ومع ذلك فقد دفعه قطع رأس الكيميائي الشهير أنطوان-لوران دُ لافوازييه إلى التساؤل إن أصبحت أيامه هو أيضا معدودة. غير أنه بقي في باريس على الرغم من الخطر المحدق به وسخر ما لدية من طاقة للجمعية التي كانت قد جمعت لإصلاح النظام المتري الذي أصبحت في تسميات النقود والأوزان والقياسات مبنة منذ ذلك الحيث حصرا على مضاعفات العدد عشرة. ثم تخلص لاغرانج منذ عام 1791 من شروداته العقلية عن الرياضيات وبدأ ينتج من جديد عددا من البحوث في موضوعات ومسائل مختلفة.

## مساهماته العلمية أثناء حياته في برلين
في عام 1766م، رحل لاغرانج إلى برلين تلبية لدعوة من فريدريك الأكبر الذي عبر عن رغبته في أن يعمل أعظم رياضي في أوروبا في بلاط أعظم ملك فيها. فعين لاغرانج في المركز الذي تخلى عنه السويسري ليونهارت أويلر في الأكاديمية، وذلك بعد توصية من أولر نفسه ومن الرياضي الفرنسي جان لورون دالمبير.
ولم يغير تعيين لاغرانج في البلاط كثيرا من شخصيته غير المتعالية، بل ثابر على نظام دراسته الأكاديمية المنهكة إلى أن أصيب بعدد من الأمراض نتيجة افتقاره إلى الراحة، فوجه له فريدريك الأكبر نفسه بعد ذلك نصيحة عن حاجته لأن يخفف من برنامج عمله المضني.
وأمضى لاغرانج 20 عاما في بروسة كتب فيها عدد كبيرا من البحوث الرياضية البارزة التي جمعها بعد ذلك في كتابه الميكانيك التحليلي وكان من بين أعماله بحوث في مسأله الأجسام الثلاثة التي تعالج تولد مدارات ثلاثة جسيمات تتجاذب وفقا لقانون نيوتن في الثقالة.
ومن أعماله أيضا بحوث في المعادلات التفاضلية وفي نظرية الأعداد الأولية وفي المعادلة الأساسية في نظرية الأعداد التي قرنت باسم جون ستيوارت بل وفي الاحتمالات والميكانيك واستقرار المنظومة الشمسية.

### نظرية الأعداد
- برهن لاغرانج في عام 1771 على مبرهنة ويلسون والتي تنص على أن عددا طبيعا ما أولي إذا وفقط إذا توفر ما يلي: (n − 1)! + 1 مضاعف ل {\displaystyle n}.

### الفلك
نشر لاغرانج بحوثا حول معضلات في الفلك، أهمها ما يلي:
- محاولة حلحلة مسألة الأجسام الثلاثة.

## جوائزه وتميزاته
أوصى أولر بتعين لاغرانج مكانه في الجمعية الملكية ببرلين وتم انتخابه في 2 سبتمبر 1756 . كما أنه انتخب كعضو في الجمعية الملكية لأدنبرة في عام 1790، وعضو في الجمعية الملكية وعضوا أجنبيا في الأكاديمية الملكية السويدية للعلوم في 1806 . وفي عام 1808 كرم نابليون لاغرانج وأعطاه وسام جوقة الشرف.
وفي عام 1764 حصل لاغرانج على جائزة من الأكاديمية الفرنسية للعلوم تكريما لمقالته عن تمايل القمر. وفي عام 1766 تم تكريمه للمرة الثانية بسبب مقالته عن أقمار المشتري، وفاز أيضا بالجائزة في عام 1772 وفي عام 1774 وفي عام 1778 .
جوزيف لوي لاغرانج هو واحد من الاثنين وسبعين عالما فرنسيا بارزا، الذين نُقشت أسماؤهم على برج إيفل حين تأسيسه. كما يوجد شارع باسمه في قلب الحي اللاتيني بباريس. وسُميت إحدى الفوهات القمرية على اسمه.

## وفاته

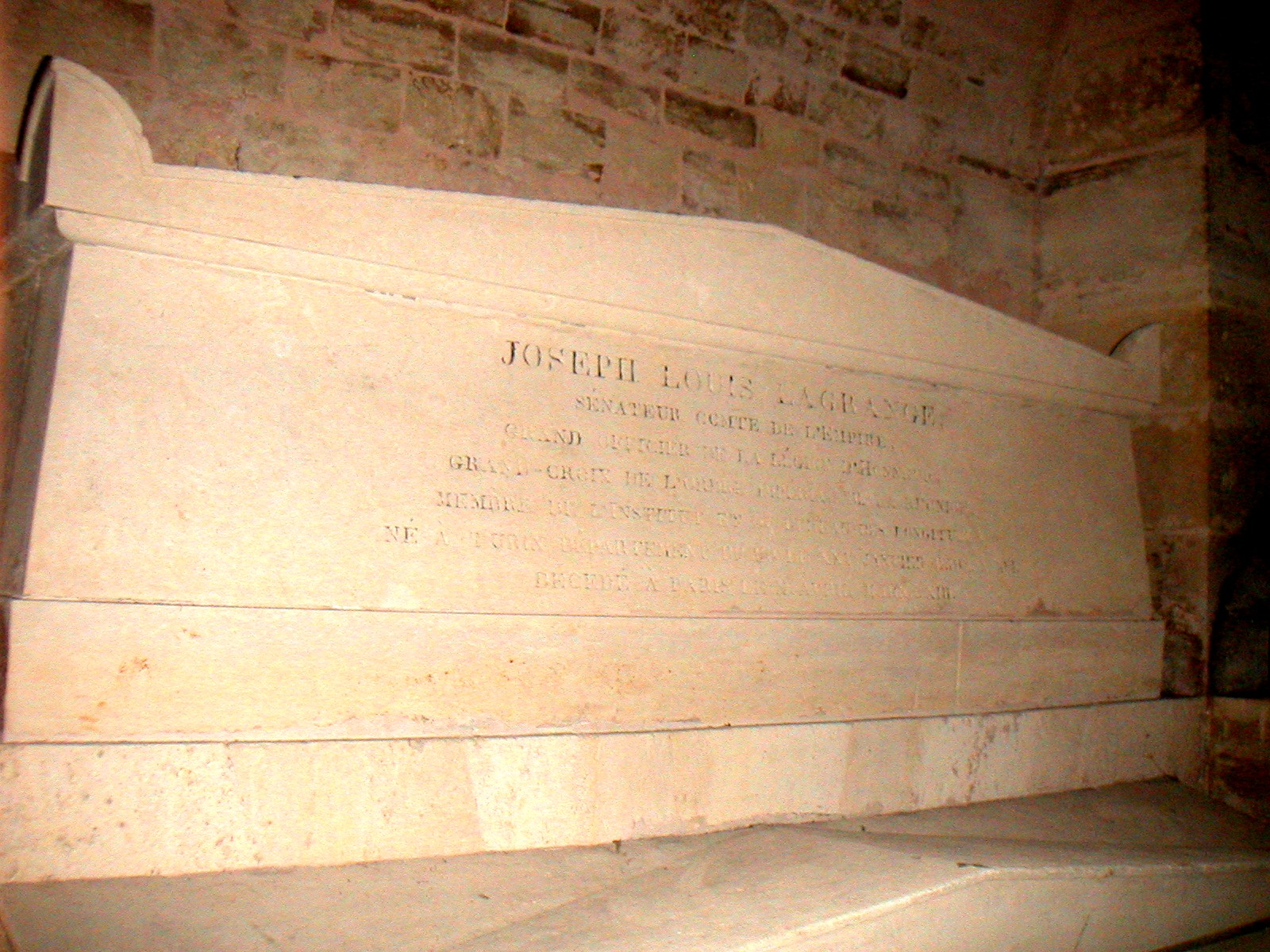
قبر جوزيف لوي لاغرانج في سرداب مقبرة العظماء (البانثيون)

في عام 1810 بدأ لاغرانج في كتابه مراجعته عن الميكانيكا التحليلية، ولكنه توفى قبل أن ينهي ثلثي الكتاب في عام 1813 في باريس ودفن في مقبرة العظماء بباريس (البانثيون) وكتب على قبرة:
«جوزيف لوي لاغرانج، عضو في مجلس الشيوخ، عضو في الجمعية الملكية، عضو في الأكاديمية الفرنسية للعلوم، ولد في تورينو في 25 يناير 1736. توفي في باريس في 10 أبريل 1813».

## وصلات خارجية
- جوزيف لوي لاغرانج على موقع الموسوعة البريطانية (الإنجليزية)
- جوزيف لوي لاغرانج على موقع إن إن دي بي (الإنجليزية)
- جوزيف لوي لاغرانج في شجرة علماء الرياضيات
- مؤلفات جوزيف لوي لاغرانج في مشروع غوتنبرغ
- أعمال أو نبذة عن جوزيف لوي لاغرانج على أرشيف الإنترنت